# Jože Marketz
Jože Marketz, tudi Jože Markec (nemško Josef Marketz), pogovorno Pepi, koroško-slovenski teolog, duhovnik, misijonar in škof, * 30. julij 1955, Št. Lipš v bližini Žitare vasi, Avstrija.
Jože Marketz je otroštvo preživljal v Šentlipšu, nakar je leta 1975 maturiral na gimnaziji na Plešivcu, kjer je nekaj let preživel tudi  prejemnik Nobelove nagrade Peter Handke. Teologijo je študiral v Salzburgu in v Ljubljani nakar je eno leto deloval kot diakon v Ekvadorju v Južni Ameriki, leta 1982 pa je prejel duhovniško posvečenje. Po posvečenju je bil sprva kaplan v Borovljah in Šentjakobu v Rožu, med letoma 1985 in 1988 pa je deloval kot duhovni asistent Katoliške mladine. Od leta 1986 do 1989 je bil provizor v Šentjakobu v Rožu.
Leta 1992 je bil na Univerzi na Dunaju promoviran za doktorja teologije. Še isto leto je bil imenovan za ravnatelja Slovenskega dušnopastirskega urada krške škofije in leta 1994 za župnika na Radišah. Po enem letu kot provizor v Borovljah, Podljubelju in Glinjah je v tem času (2006/2007) Marketz študiral tudi v Rimu in v Jeruzalemu. 2009 je bil imenovan za ravnatelja škofijskega Dušnopastirskega urada ter za škofovega vikarja za dušnopastirstvo, misijon in evangelizacijo. To delo je opravljal do leta 2014 in bil med tem tudi izdajatelj časopisov Nedelja in Sonntag, otroškega lista Regenbogen in internetne redakcije krške škofije.
V letu 2014 je Jože Marketz prevzel koroško Karitas, do 1. septembra 2013 je bil tudi provizor na Radišah, Podgradu in Medgorjah. S prevzemom koroške Karitas je Marketz postal tudi škofov vikar za Karitas in socialne službe. Jože Marketz je konzistorialni svetnik, škofijski koordinator za vprašanja azila, predsednik Bonifacijevega društva in rektor Bürgerspitalkirche. Leta 2004 je bil imenovan za papeževega častnega kaplana (monsignorja).
Papež Frančišek je 3. decembra 2019 Jožeta Marketza imenoval za 66. škofa krške škofije, ki obsega področje celotne Koroške v Avstriji, s čimer je po Jakobu Peregrinu Pavliču postal šele drugi slovenski škof te škofije.
Umeščen in posvečen je bil 2. februarja 2020 v celovški stolnici.